# Jagoštica
Jagoštica (Servisch cyrillisch Јагоштица) is een plaats in de Servische gemeente Bajina Bašta. De plaats telt 152 inwoners (2002).